# The Game Awards 2019
The Game Awards 2019 – gala, podczas której przedstawicielom branży gier komputerowych przyznano The Game Awards. Miała miejsce 12 grudnia 2019 roku. Odbyła się w Microsoft Theater w Los Angeles. Podobnie jak poprzednie edycje była prowadzona przez dziennikarza Geoffa Keighley’ego. Oglądało ją 45 milionów widzów. Główną nagrodę otrzymała gra Sekiro: Shadows Die Twice.

## Nagrody
Opracowano na podstawie.

### Gry komputerowe
| Gra roku | Najlepiej wyreżyserowana gra |
| --- | --- |
| - Sekiro: Shadows Die Twice – FromSoftware / Activision - Control – Remedy Entertainment / 505 Games - Death Stranding – Kojima Productions / Sony Interactive Entertainment - The Outer Worlds – Obsidian Entertainment / Private Division - Resident Evil 2 – Capcom - Super Smash Bros. Ultimate – Bandai Namco Studios, Sora Ltd. / Nintendo | - Death Stranding – Kojima Productions / Sony Interactive Entertainment - Control – Remedy Entertainment / 505 Games - Outer Wilds – Mobius Digital / Annapurna Interactive - Resident Evil 2 – Capcom - Sekiro: Shadows Die Twice – FromSoftware / Activision                                                                             |
| Najlepsza narracja | Najlepszy kierunek artystyczny |
| - Disco Elysium – ZA/UM - A Plague Tale: Innocence – Asobo Studio / Focus Home Interactive - Control – Remedy Entertainment / 505 Games - Death Stranding – Kojima Productions / Sony Interactive Entertainment - The Outer Worlds – Obsidian Entertainment / Private Division                                                                   | - Control – Remedy Entertainment / 505 Games - Death Stranding – Kojima Productions / Sony Interactive Entertainment - Gris – Nomada Studio / Devolver Digital - The Legend of Zelda: Link’s Awakening – Grezzo / Nintendo - Sayonara Wild Hearts – Simogo / Annapurna Interactive - Sekiro: Shadows Die Twice – FromSoftware / Activision |
| Najlepsza ścieżka dźwiękowa | Najlepsze udźwiękowienie |
| - Death Stranding – Kojima Productions / Sony Interactive Entertainment - Cadence of Hyrule – Brace Yourself Games / Nintendo - Devil May Cry 5 – Capcom - Kingdom Hearts III – Square Enix Business Division 3 / Square Enix - Sayonara Wild Hearts – Simogo / Annapurna Interactive                                                            | - Call of Duty: Modern Warfare – Infinity Ward / Activision - Control – Remedy Entertainment / 505 Games - Death Stranding – Kojima Productions / Sony Interactive Entertainment - Gears 5 – The Coalition / Xbox Game Studios - Resident Evil 2 – Capcom - Sekiro: Shadows Die Twice – FromSoftware / Activision                          |
| Najlepsza kreacja aktorska | Najlepsza gra pod względem zaangażowania |
| - Mads Mikkelsen jako Cliff – Death Stranding - Laura Bailey jako Kait Diaz – Gears 5 - Ashly Burch jako Parvati Holcomb – The Outer Worlds - Courtney Hope jako Jesse Faden – Control - Matthew Porretta jako Dr. Casper Darling – Control - Norman Reedus jako Sam Porter Bridges – Death Stranding                                            | - Gris – Nomada Studio / Devolver Digital - Concrete Genie – Pixelopus / Sony Interactive Entertainment - Kind Words – Popcannibal - Life Is Strange 2 – Dontnod / Square Enix - Sea of Solitude – Jo-Mei Games / Electronic Arts |
| Najlepiej rozwijana gra | Najlepsza gra niezależna |
| - Fortnite – Epic Games - Apex Legends – Respawn Entertainment / Electronic Arts - Destiny 2 – Bungie - Final Fantasy XIV – Square Enix - Tom Clancy’s Rainbow Six Siege – Ubisoft | - Disco Elysium – ZA/UM - Baba Is You – Hempuli - Katana Zero – Askiisoft / Devolver Digital - Outer Wilds – Mobius Digital / Annapurna Interactive - Untitled Goose Game – House House / Panic |
| Najlepsza gra mobilna | Najlepsza gra VR/AR |
| - Call of Duty: Mobile – TiMi Studios / Activision - Grindstone – Capybara Games - Sayonara Wild Hearts – Simogo / Annapurna Interactive - Sky: Children of the Light – Thatgamecompany - What the Golf – Triband | - Beat Saber – Beat Games - Asgard’s Wrath – Sanzaru Games / Oculus Studios - Blood & Truth – London Studio / Sony Interactive Entertainment - No Man’s Sky – Hello Games - Trover Saves the Universe – Squanch Games / Gearbox Publishing                                                                                                 |
| Najlepsza gra akcji | Najlepsza przygodowa gra akcji |
| - Devil May Cry 5 – Capcom - Apex Legends – Respawn Entertainment / Electronic Arts - Astral Chain – PlatinumGames / Nintendo - Call of Duty: Modern Warfare – Infinity Ward / Activision - Gears 5 – The Coalition / Xbox Game Studios - Metro Exodus – 4A Games / Deep Silver                                                                  | - Sekiro: Shadows Die Twice – FromSoftware / Activision - Borderlands 3 – Gearbox Software / 2K Games - Control – Remedy Entertainment / 505 Games - Death Stranding – Kojima Productions / Sony Interactive Entertainment - The Legend of Zelda: Link’s Awakening – Grezzo / Nintendo - Resident Evil 2 – Capcom                          |
| Najlepsza gra fabularna (RPG) | Najlepsza bijatyka |
| - Disco Elysium – ZA/UM - Final Fantasy XIV – Square Enix - Kingdom Hearts III – Square Enix Business Division 3 / Square Enix - Monster Hunter World: Iceborne – Capcom - The Outer Worlds – Obsidian Entertainment / Private Division | - Super Smash Bros. Ultimate – Bandai Namco Studios, Sora Ltd. / Nintendo - Dead or Alive 6 – Team Ninja / Koei Tecmo - Jump Force – Spike Chunsoft / Bandai Namco - Mortal Kombat 11 – NetherRealm / Warner Bros. Interactive Entertainment - Samurai Shodown – SNK Corporation / Athlon Games                                            |
| Najlepsza gra rodzinna | Najlepsza gra strategiczna |
| - Luigi’s Mansion 3 – Next Level Games / Nintendo - Ring Fit Adventure – Nintendo - Super Mario Maker 2 – Nintendo - Super Smash Bros. Ultimate – Bandai Namco Studios, Sora Ltd. / Nintendo - Yoshi’s Crafted World – Good-Feel / Nintendo | - Fire Emblem: Three Houses – Intelligent Systems, Koei Tecmo / Nintendo - Age of Wonders: Planetfall – Triumph Studios / Paradox Interactive - Anno 1800 – Blue Byte / Ubisoft - Total War: Three Kingdoms – Creative Assembly / Sega - Tropico 6 – Limbic Entertainment / Kalypso Media - Wargroove – Chucklefish                        |
| Najlepsza gra sportowa/wyścigowa | Najlepsza gra multiplayer |
| - Crash Team Racing Nitro-Fueled – Beenox / Activision - Dirt Rally 2.0 – Codemasters - eFootball Pro Evolution Soccer 2020 – PES Productions / Konami - F1 2019 – Codemasters - FIFA 20 – EA Vancouver, EA Romania / EA Sports | - Apex Legends – Respawn Entertainment / Electronic Arts - Borderlands 3 – Gearbox Software / 2K Games - Call of Duty: Modern Warfare – Infinity Ward / Activision - Tetris 99 – Arika / Nintendo - Tom Clancy’s The Division 2 – Massive Entertainment / Ubisoft                                                                          |
| Największy powiew świeżości w grach indie | Najlepsze wsparcie społeczności |
| - Disco Elysium – ZA/UM - Gris – Nomada Studio - My Friend Pedro – DeadToast Entertainment - Outer Wilds – Mobius Digital - Slay the Spire – MegaCrit - Untitled Goose Game – House House | - Destiny 2 – Bungie - Apex Legends – Respawn Entertainment / Electronic Arts - Final Fantasy XIV – Square Enix - Fortnite – Epic Games - Tom Clancy’s Rainbow Six Siege – Ubisoft |
| Wybór graczy | |
| 1. Fire Emblem: Three Houses – Intelligent Systems, Koei Tecmo / Nintendo 2. Super Smash Bros. Ultimate – Bandai Namco Studios, Sora Ltd. / Nintendo 3. Star Wars Jedi: Upadły zakon – Respawn Entertainment / Electronic Arts 4. Death Stranding – Kojima Productions / Sony Interactive Entertainment                                          | |

### E-sport i twórcy
| Najlepsza gra e-sportowa | Najlepszy gracz e-sportowy |
| --- | --- |
| - League of Legends – Riot Games - Counter-Strike: Global Offensive – Valve - Dota 2 – Valve - Fortnite – Epic Games - Overwatch – Blizzard Entertainment       | - Kyle "Bugha" Giersdorf - Oleksandr "S1mple" Kostyliev - Luka "Perkz" Perkovic - Lee "Faker" Sang-hyeok - Jay "Sinatraa" Won                                      |
| Najlepsza drużyna e-sportowa | Najlepszy e-sportowy trener |
| - G2 Esports - Astralis - OG - San Francisco Shock - Team Liquid                                                                                                | - Danny "Zonic" Sørensen - Eric "adreN" Hoag - Nu-ri "Cain" Jang - Kim "Kkoma" Jeong-gyun - Fabian "GrabbZ" Lohmann - Titouan "Sockshka" Merloz                    |
| Najlepsze wydarzenie e-sportowe | Najlepszy komentator/host e-sportowy |
| - Mistrzostwa Świata 2019 w League of Legends - 2019 Overwatch League Grand Finals - EVO 2019 - Fortnite World Cup - IEM Katowice 2019 - The International 2019 | - Eefje "Sjokz" Depoortere - Paul "Redeye" Chaloner - Alex "Goldenboy" Mendez - Alex "Machine" Richardson - Duan "Candice" Yu-Shuang                               |
| Najciekawsza osobowość | Global Gaming Citizens |
| - Michael "Shroud" Grzesiek - Jack "CouRage" Dunlop - Benjamin "DrLupo" Lupo - David "Grefg" Martínez - Soleil "EwOk" Wheeler                                   | - Fereshteh Forough, Code to Inspire - Damon Packwood, Gameheads - Luke, Let's Be Well - Vanessa Gill, Social Cipher - Stephen Machuga and Mat Bergendahl, StackUp |